# Altentreptow
För andra betydelser, se Treptow (olika betydelser).
Altentreptow (fram till 1939: Treptow an der Tollense) är en stad i det nordtyska förbundslandet Mecklenburg-Vorpommern.
Staden ingår i kommunalförbundet Amt Treptower Tollensewinkel tillsammans med kommunerna Altenhagen, Bartow, Breesen, Breest, Burow, Gnevkow, Golchen, Grapzow, Grischow, Groß Teetzleben, Gültz, Kriesow, Pripsleben, Röckwitz, Siedenbollentin, Tützpatz, Werder, Wildberg och Wolde.

## Geografi
Staden är belägen vid ån Tollense i distriktet Mecklenburgische Seenplatte.
Altentreptow har åtta ortsdelar:
| - Altentreptow - Buchar - Friedrichshof - Klatzow | - Loickenzin - Rosemarsow - Thalberg - Trostfelde |

## Historia

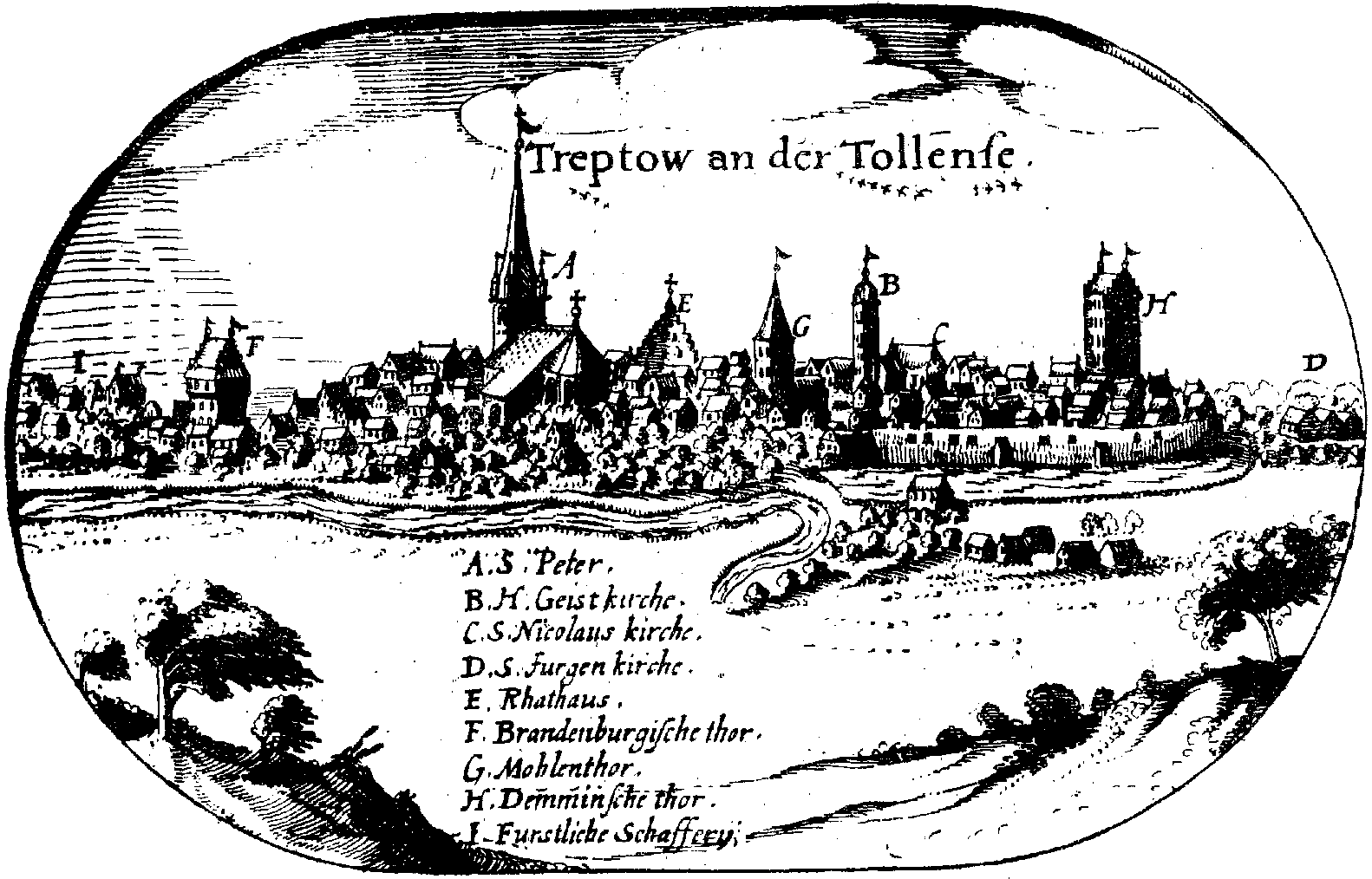
sett 1618

Altentreptow omnämns första gången 1245, då orten fick sina stadsrättigheter. Fram till det trettioåriga kriget tillhörde Altentreptow hertigdömet Pommern. Efter kriget tillhörde staden Sverige och förblev svensk fram till 1720, där staden blev preussisk.
1877/1878 anslöts staden till den nya järnvägen mellan Neubrandenburg och Stralsund.

### Befolkningsutveckling
Befolkningsutveckling  i Altentreptow
Källa:,,

## Vänort
Vänort till Altentreptow är den tyska staden Meldorf i distriktet Dithmarschen.

## Sevärdheter
- Kyrkan St.-Peter, från 1300- och 1400-talet, uppförd i tegel
- Stadsportarna Brandenburger Tor och Demminer Tor från 1400-talet

## Kommunikationer
Staden ligger vid järnvägslinjen Berlin-Stralsund (via Neustrelitz och Neubrandenburg).
Öster om staden går motorvägen (tyska:Autobahn) A 20.